# Castillo de Rocamora (Anoia)
El Castillo de Rocamora es una antigua fortificación en el término municipal de Argensola de la comarca catalana de Noya, incluido en el Inventario del Patrimonio Arquitectónico de Cataluña.

## Descripción
Fortificación de planta rectangular de unos 5 metros de anchura y 12 metros de longitud. Actualmente únicamente queda en pie 9 metros del muro occidental. Es una pared de 90 centímetros de grueso y unos 5 metros de altura. Está construida con sillares rectangulares bastante estrechos, poco trabajados y unidos con mortero. Cerca del castillo hay los restos de varias viviendas. La primera noticia documental de este castillo es del testamento, de Eremir de Castellet del año 1031, donde se dice que su hermano Maier era el señor del castillo. La siguiente noticia se encuentra en el año 1322, cuando el infante Juan vendió los castillos de Albarells, Carbasí y Rocamora al prior del Monasterio de Montserrat.